# Ahmed Mohamed (voleibolista)
Ahmed Mohamed (1 de março de 1989) é um voleibolista profissional egípcio.

## Carreira
Ahmed Mohamed é membro da seleção egípcia de voleibol masculino. Em 2016, representou seu país no voleibol nos Jogos Olímpicos de Verão no Rio de Janeiro, que ficou em 9º lugar.